# Salar de Coposa
Salar de Coposa är en saltslätt i Chile.   Den ligger i regionen Región de Tarapacá, i den norra delen av landet, 1 400 km norr om huvudstaden Santiago de Chile.